# Монк, Кристофер, 2-й герцог Альбемарль
Кристофер Монк (англ. Christopher Monck; 14 [24] августа 1653 — 6 [16] октября 1688, Ямайка) — английский военный и политик, депутат Палаты общин (1667—1670), 2-й герцог Албемарл и пэр Англии (1670—1688), лорд-собственник провинции Каролина.

## Биография
Единственный сын генерал-капитана и адмирала Джорджа Монка (1608—1670), 1-го герцога Албермарла, и Энн Кларджес (? — 1700), дочери Джона Кларджеса с Друри-Лейн.
Получил образование в частном порядке и в 1662 году поступил в юридическую корпорацию Грейс-инн в Лондоне. С 1660 по 1670 год носил титул графа Торрингтона.
В январе 1667 года был избран депутатом в палату общин от Девона.
В январе 1670 года после смерти своего отца Джорджа Монка унаследовал титул герцога Албермарла и стал членом палаты лордов. Получил должность «джентльмена Опочивальни (англ. Lords and Gentlemen of the Bedchamber)» и титул лорда Боуленда, принадлежавший его отцу.
Кавалер ордена Подвязки и член Тайного совета, лорд-лейтенант Девона (1675—1685) и Эссекса (1675—1687). Он также был титулярным полковником нескольких конных полков английской армии.
В 1682—1688 годах — канцлер Кембриджского университета. В 1685 году вышел в отставку с должности лорда-лейтенанта Девона и участвовал в подавлении восстания герцога Джеймса Скотта, герцога Монмута.
В 1686 году был главным инвестором морской экспедиции во главе с Уильмом Фипсом, которая в феврале 1687 года нашла сокровища на затонувшем испанском галеоне «Нуэстра-Сеньора-де-ла-Консепсьон». Фипс вернулся из экспедиции в Лондон с большим кладом, который оценивался в более чем 200 тыс. фунтов стерлингов. Герцог Албермарл получил 25 процентов найденных сокровищ.
В 1687—1688 годах — губернатор острова Ямайки.
6 января 1681 года герцог Албермарл устроил между своими дворецким и мясником боксёрский поединок, который стал первым зарегистрированным турниром по боксу в Англии; бой выиграл мясник.
От отца ему перешли по наследству права Лорда-собственника колонии Каролина. После его смерти в 1688 году некоторое время шла борьба за наследство, и в итоге в 1694 года лордом-собственником стал Джон Гренвилл.

## Семья
30 декабря 1669 года Кристофер Монк в королевском дворце Уайтхолл в Лондоне женился на леди Элизабет Кавендиш (1654—1734), старшей дочери и наследнице Генри Кавендиша, 2-й герцога Ньюкасл-апон-Тайн. Она родила сына, который умер вскоре после рождения.
6 октября 1688 года 35-летний Кристофер Монк, 2-й герцог Албермарл, скончался на острове Ямайка, не оставив после себя потомства. 4 июля 1689 года он был похоронен в Вестминстерском аббатстве.
В 1692 году его вдова вышла замуж за Ральфа Монтегю (1638—1709), 1-го герцога Монтегю, от брака с которым детей не имела.